# Harajuku Lovers Tour

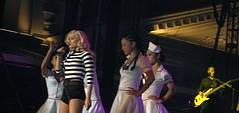
Harajuku Girls Tour 2005

Harajuku Girls Tour 2005 foi uma turnê mundial, onde Gwen Stefani apresentou em diversos concertos seu primeiro álbum, Love. Angel. Music. Baby.. Os shows incluíam também a banda, dançarinos e piratas e as quatro Harajuku Girls, que acompanham a cantora.
O primeiro show da turnê coincidiu com o lançamento da linha de acessórios da cantora, Harajuku Lovers. A performance dos shows foi documentada em um DVD lançado no final de 2006 denominado Harajuku Lovers Live 2006.

## Datas
| América do Norte            |                           |                |                               |   |
| 15 de Outubro de 2005       | Las Vegas, Nevada         | Estados Unidos | Roman Plaza Amphitheatre      | - |
| 16 de Outubro de 2005       | Phoenix, Arizona          | Estados Unidos | America West Arena            | - |
| 17 de Outubro de 2005       | Tucson                    | Estados Unidos | Rialto Theater                | - |
| 18 de Outubro de 2005       | San José, Califórnia      | Estados Unidos | HP Pavilion at San Jose       | - |
| 20 de Outubro de 2005       | San Diego, Califórnia     | Estados Unidos | Cox Arena at Aztec Bowl       | - |
| 21 de Outubro de 2005       | Los Angeles, Califórnia   | Estados Unidos | Hollywood Bowl                | - |
| 23 de Outubro de 2005       | Sacramento, Califórnia    | Estados Unidos | ARCO Arena                    | - |
| 25 de Outubro de 2005       | West Valley City          | Estados Unidos | E Center                      | - |
| 26 de Outubro de 2005       | Denver, Colorado          | Estados Unidos | Magness Arena                 | - |
| 28 de Outubro de 2005       | Rosemont, Illinois        | Estados Unidos | Allstate Arena                | - |
| 29 de Outubro de 2005       | Detroit, Michigan         | Estados Unidos | Palace of Auburn Hills        | - |
| 31 de Outubro de 2005       | Boston, Massachusetts     | Estados Unidos | TD Banknorth Garden           | - |
| 1 de Novembro de 2005       | Nova Iorque               | Estados Unidos | Madison Square Garden         | - |
| 3 de Novembro de 2005       | Atlantic City, New Jersey | Estados Unidos | Borgata Events Center         | - |
| 5 de Novembro de 2005       | Fairfax, Virgínia         | Estados Unidos | Patriot Center                | - |
| 6 de Novembro de 2005       | Philadelphia, Pensilvânia | Estados Unidos | Wachovia Center               | - |
| 8 de Novembro de 2005       | Duluth, Geórgia           | Estados Unidos | Arena at Gwinnett Center      | - |
| 10 de Novembro de 2005      | Houston, Texas            | Estados Unidos | Toyota Center                 | - |
| 11 de Novembro de 2005      | Dallas, Texas             | Estados Unidos | Reunion Arena                 | - |
| 13 de Novembro de 2005      | Milwaukee                 | Estados Unidos | Bradley Center                | - |
| 14 de Novembro de 2005      | Saint Paul, Minnesota     | Estados Unidos | Xcel Energy Center            | - |
| 16 de Novembro de 2005      | Winnipeg                  | Canadá         | MTS Centre                    | - |
| 18 de Novembro de 2005      | Edmonton                  | Canadá         | Rexall Place                  | - |
| 20 de Novembro de 2005      | Vancouver                 | Canadá         | GM Place                      | - |
| 21 de Novembro de 2005      | Seattle                   | Estados Unidos | Key Arena                     | - |
| 23 de Novembro de 2005      | Portland (Oregon), Oregon | Estados Unidos | Memorial Coliseum             | - |
| 25 de Novembro de 2005      | Fresno, Califórnia        | Estados Unidos | Save Mart Center              | - |
| 26 e 28 de Novembro de 2005 | Anaheim                   | Estados Unidos | Honda Center                  | - |
| 29 de Novembro de 2005      | Bakersfield, Califórnia   | Estados Unidos | Rabobank Arena                | - |
| 1 de Dezembro de 2005       | Oakland, Califórnia       | Estados Unidos | Oracle Arena                  | - |
| 4 de Dezembro de 2005       | San Diego, Califórnia     | Estados Unidos | Cox Arena at Aztec Bowl       | - |
| 8 de Dezembro de 2005       | Cleveland, Ohio           | Estados Unidos | Wolstein Center               | - |
| 9 de Dezembro de 2005       | Toronto                   | Canadá         | Air Canada Centre             | - |
| 11 de Dezembro de 2005      | Montreal                  | Canadá         | Bell Centre                   | - |
| 12 de Dezembro de 2005      | Uncasville                | Estados Unidos | Mohegan Sun Arena             | - |
| 14 de Dezembro de 2005      | Verona, Nova Iorque       | Estados Unidos | Turning Stone Resort & Casino | - |
| 15 de Dezembro de 2005      | Nova Iorque               | Estados Unidos | Madison Square Garden         | - |
| 17 de Dezembro de 2005      | Columbus, Ohio            | Estados Unidos | Jerome Schottenstein Center   | - |
| 18 de Dezembro de 2005      | Nashville, Tennessee      | Estados Unidos | Gaylord Entertainment Center  | - |
| 20 de Dezembro de 2005      | Orlando, Flórida          | Estados Unidos | TD Waterhouse Centre          | - |
| 21 de Dezembro de 2005      | Fort Lauderdale           | Estados Unidos | BankAtlantic Center           | - |